# Салливан, Кэтрин
Кэ́трин Дуа́йер Са́лливан (англ. Kathryn Dwyer Sullivan; род. 3 октября 1951, Патерсон, Пассеик, Нью-Джерси, США) — американский военный, астронавт и геолог. Входила в члены экипажа Space Shuttle трёх космических миссий. Является первой американкой, вышедшей в открытый космос, а также первым человеком, побывавшим как в космосе, так и в Бездне Челленджера — глубочайшей точке поверхности Земли.

## Биография
Родилась 3 октября 1951 года в Патерсоне, штат Нью-Джерси. В 1969 году Кэтрин Салливан окончила среднюю школу Тафта (Taft High School) в Вудлэнд Хиллз.
В 1973 году окончила Калифорнийский университет в Санта-Крузе, получила степень бакалавра землеведения. В 1978 году в Университете Дэлхаузи в городе Галифакс получила степень доктора геологии.

### Военная служба
Служила военным океанографом резерва ВМС США в звании капитана. В 1993 году была назначена руководителем исследовательских работ в Национальном управлении по исследованию океанов и атмосферы.

### Работа в NASA
В 1978 году получила квалификацию специалиста по системам управления высотного исследовательского самолёта НАСА WB-57F и принимала участие в различных программах по дистанционному зондированию на Аляске.
С 5 по 13 октября 1984 года была в качестве специалиста полёта шаттла STS-41G. Во время полёта, 11 октября выполнила один выход в открытый космос, став первой американкой, работавшей за пределами корабля. В дальнейшем совершила ещё два космических полёта: с 24 по 29 апреля 1990 года в качестве специалиста полёта шаттла STS-31 и с 24 марта по 2 апреля 1992 года в качестве специалиста полёта шаттла STS-45.
Всего в космосе пробыла 532 часа, в том числе 3 часа 29 минут в открытом.
Ушла из отряда астронавтов в июне 1992 года.

### Деятельность после работы в NASA
После ухода из НАСА с 1996 года работала директором Центра космических исследований в Коламбусе, штат Огайо. Затем работала президентом и главным исполнительным директором Центра науки и промышленности в Коламбусе.
В 2004 году Салливан была включена в члены Зала славы американских астронавтов. В 2009 году была избрана на трёхлетний срок полномочий в качестве председателя секции по общим интересам к науке и технике в Американской ассоциации содействия развитию науки.
4 мая 2011 года Салливан была назначена президентом Бараком Обамой на должность помощника министра торговли по наблюдению и прогнозированию окружающей среды и заместителя Администратора Национального управления океанических и атмосферных исследований (NOAA). С 28 февраля 2013 года — исполняющая обязанности заместителя министра торговли по океанам и атмосфере и исполняющая обязанности администратора NOAA. С 1 августа 2013 года — заместитель министра торговли по океанам и атмосфере. С 1 августа 2013 по 20 января 2017 года — администратор NOAA.
7 июня 2020 года Кэтрин Салливан стала первой женщиной, достигшей дна Бездны Челленджера в Марианской впадине, и первым человеком, побывавшим и в открытом космосе, и на самом дне океана. Экспедиция была организована бизнесменом и исследователем Виктором Весково на глубоководном аппарате DSV Limiting Factor (Triton 36000/2) американской компании Triton Submarines. Исследователи погрузились на глубину 10 941 м.

## Награды
- Удостоилась медали Невады (2020)[3].